# Robert Vansittart

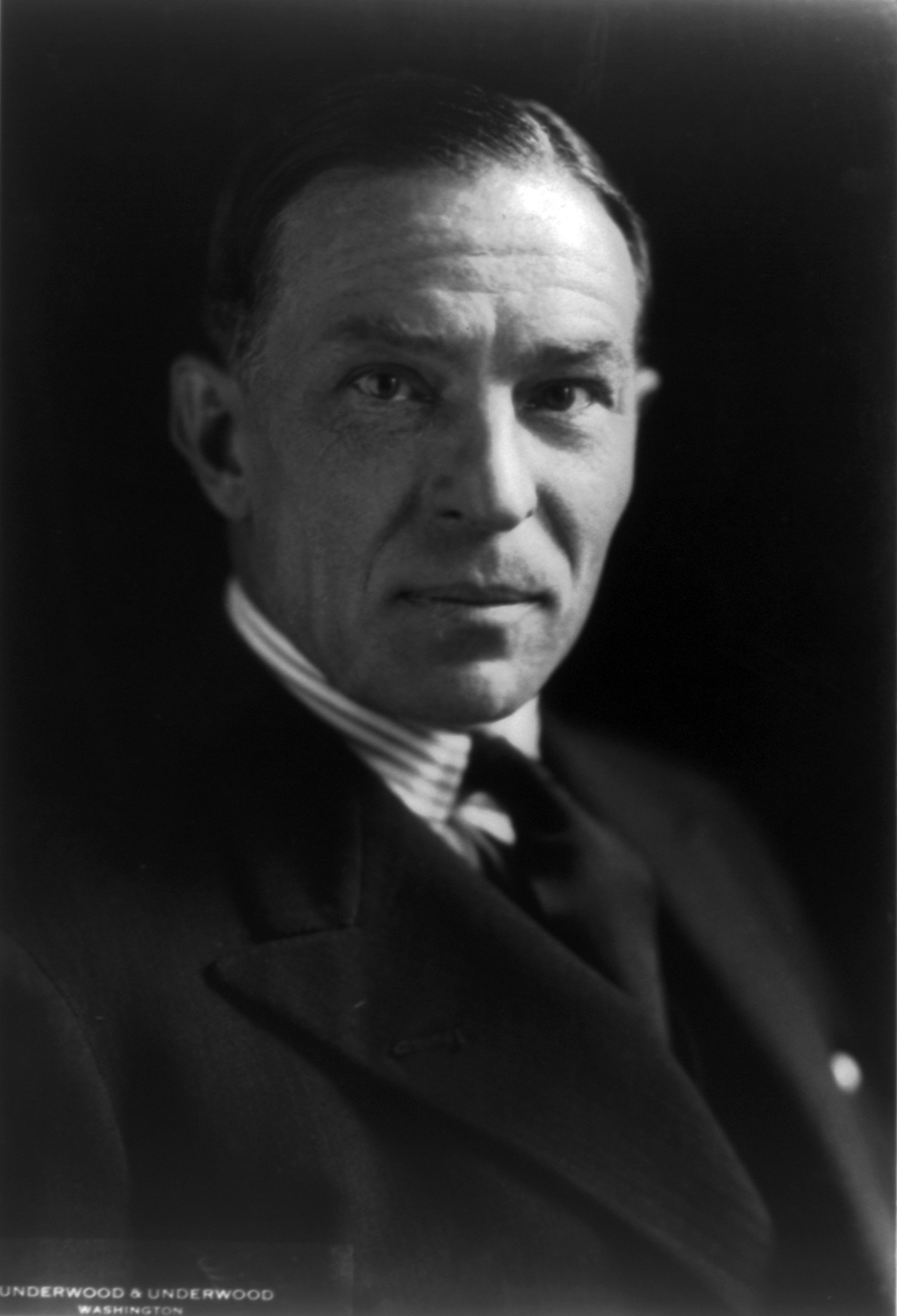
Sir Robert Vansittart

Robert Gilbert Vansittart, 1. baron Vansittart (ur. 25 czerwca 1881 w Wilton House, Farnham w hrabstwie Surrey, zm. 14 lutego 1957 w Denham w hrabstwie Buckinghamshire) – brytyjski dyplomata, stały podsekretarz w brytyjskim Ministerstwie Spraw Zagranicznych.
Wykształcenie odebrał w Eton College. Od 1930 do 1938 był stałym podsekretarzem w brytyjskim Ministerstwie Spraw Zagranicznych. Przestrzegał przed wzrostem potęgi Niemiec, dążących jego zdaniem do wojny. W czasie II wojny światowej zasiadał w Izbie Lordów. 11 sierpnia 1944 w trakcie powstania warszawskiego wystąpił z wnioskiem zwołania Parlamentu w celu omówienia bombardowania Berlina, jako akcji odwetowej za bombardowanie i zniszczenie Warszawy przez Niemców.